# Kolla fuscovenosa
Kolla fuscovenosa är en insektsart som beskrevs av Melichar 1903. Kolla fuscovenosa ingår i släktet Kolla och familjen dvärgstritar. Inga underarter finns listade i Catalogue of Life.